# Europese kampioenschappen zeilwagenrijden 2016
De Europese kampioenschappen zeilwagenrijden 2016 waren door de Internationale Vereniging voor Zeilwagensport (FISLY) georganiseerde kampioenschappen voor zeilwagenracers. De 51e editie van de Europese kampioenschappen vond plaats in het Franse Leucate van 22 tot 26 augustus en in Bretteville-sur-Ay van 24 tot 30 september 2016. Er namen 150 piloten deel.

## Uitslagen

### Heren
| klasse             | Goud                | Zilver             | Brons              |
| Bretteville-sur-Ay | Bretteville-sur-Ay  | Bretteville-sur-Ay | Bretteville-sur-Ay |
| ------------------ | ------------------- | ------------------ | ------------------ |
| Standart           | Kevin Mingot        | Cédric Floc'h      | David Denut        |
| Klasse 2           | Hugo Perron         | Xavier Godet       | Marc Perronne      |
| Klasse 3           | Olivier Imbert      | Antoine Giret      | Amaury Lequette    |
| Klasse 5 Sport     | Aurélien Morandière | Alban Morandière   | Sven Kraja         |
| Klasse 5 Promo     | Quentin Alvarez     | Pierre Masson      | Thibault Brisset   |
| Leucate            |                     |                    |                    |
| Klasse 8           | Stephen Schapman    | Pascal Lohmann     | Anthony Cottard    |
| Miniyacht          | Franck Le Vaillant  | Yann Le Vaillant   | Ronan Simoneau     |

### Dames
| klasse             | Goud               | Zilver             | Brons                |
| Bretteville-sur-Ay | Bretteville-sur-Ay | Bretteville-sur-Ay | Bretteville-sur-Ay   |
| ------------------ | ------------------ | ------------------ | -------------------- |
| Standart           | Anne Lefebvre      | Morgane Floc'h     | Christine Heath      |
| Klasse 3           | Marie-Pierre David | Meike Meyer        |                      |
| Klasse 5 Promo     | Lina Bousnane      | Kassy Ribery       | Mathilde Chapdelaine |
| Leucate            |                    |                    |                      |
| Klasse 8           | Annika Baasner     | Maryse Leroy       | Alison Summersfield  |